# Procoryphus multispinatus
Procoryphus multispinatus is een hooiwagen uit de familie Assamiidae.